# Pop Secret
Pop Secret foi uma série animada francesa de ficção científica criada por Anne-Caroline Pandolfo no ano de 2006, produzida pela Futurikion.

## Sinopse
Três meninas, Loli, Kali e Mia, são as cantoras famosas do grupo Pop Secret liderado pelo malvado Barão de Kaos, chefe de uma organização criminosa. No entanto, as raparigas são espiãs que foram contrabandeadas para destruir a ameaça do Barão e preservar a paz no universo.